# Клыков, Николай Прокопьевич
Николай Прокопьевич Клыков (9 (21) марта 1861, поселок Мстёра, Владимирская губерния, Российская империя (ныне Владимирская область, Россия) — 26 октября 1944, там же, СССР) — российский и советский художник, один из основоположников мстёрской миниатюры. Как и его отец, у которого он обучался, был иконописцем (до Октябрьской революции 1917 года). Преподавал в Троице-Сергиевой лавре и Строгановском художественно-промышленном училище.
Для рисунков Клыкова на лаковых изделиях из папье-маше характерны сельские сцены, пейзажи, выполненные обычно в зеленовато-бирюзовой (позже тёпло-охристой) гамме, мягкость и плавная размеренность ритмов. Произведения: «Гроза», «Охота» (оба 1934, Музей народного искусства, Москва), «Дубровский» (1907, Мстёрский музей народно-художественных промыслов).